# La Rivière (film)
La Rivière ("floden") är en fransk erotisk kortfilm från 2001 i regi av Michel Houellebecq.

## Handling
En karta visar en flod med omgivande landskap. En kvinna med endast en tunn tyggördel runt midjan och en ryggsäck går ett stycke kring floden och möter en annan kvinna, klädd likadant, som hon omfamnar och kysser. Inomhus utför den andra kvinnan oralsex på den första.
Kvinnorna spanar med kikare ner mot floden och ser två vadande kvinnor med likadan klädsel. Två kvinnor paddlar på floden med en liten båt. Båten dras upp på land och de anlända hälsas av tre kvinnor på stranden. Tre kvinnor med tunna tygstycken över axlarna går iväg tillsammans medan två stannar på stranden och utför oralsex på varandra, innan även de går samma väg.
Kvinnorna klär av sig helt på en plats med träd planterade i raka rader och fler nakna kvinnor anländer. En kvinna förklarar att alla män plötsligt och utan förklaring dog och är begravda under träden. Fyra kvinnor samlas kring en femte; en av dem ger henne oralsex, medan övriga smeker hennes hår och bröst och hon själv penetrerar en av kvinnornas underliv med sina fingrar.

## Medverkande
- Laëtitia Clément
- Cielle Delhomme
- Audrey Jouffain
- Annabelle Brun
- Sharon
- Marta
- Naïma Abdalahoui

## Tillkomst
Filmen gjordes som en del av projektet L'Érotisme vu par... för TV-kanalen Canal+. Projektet bestod av sex stycken erotiska kortfilmer gjorda av olika författare.

## Mottagande
Emmanuel Poncet på Libération skrev att Houellebecqs och Christine Angots filmer var de enda minnesvärda från projektet. Poncet skrev om Houellebecq att "diktaren av den liberala världens sexuella elände har lämnat samtidsonanistens hysteriska olycka" för att i stället skildra "den ordinära och omedelbara lyckan hos en heterosexuell som bokstavligen vill 'realisera' [=regissera] en fantasi".